# 米靈頓 (密歇根州)
米靈頓（英語：Millington）是位於美國密歇根州土斯科拉縣的一個村。

## 人口
根據2020年美國人口普查的數據，米靈頓的面積為3.53平方千米，當中陸地面積為3.53平方千米，而水域面積為0.00平方千米。當地共有人口1028人，而人口密度為每平方千米291人。